# 2013年至2018年度马来西亚州议员列表

2013年选举后州议席的等面积分布示意图，砂拉越州议会由2016年选举产生

马来西亚第13届州议员列表所列者为2013年5月5日马来西亚第13届全国大选时与马来西亚国会同步选举的12个州议会及2016年砂拉越在选举中所产生的州议员。反对党联盟民联在2013大选后因行动党和伊斯兰党在伊斯兰刑事法课题上无法合作而解散。在这之后，一个新的反对联盟希望联盟正式成立，由行动党、公正党和由前伊党成员成立的新党诚信党组成。一些前巫统成员也成立了土著团结党，并和希望联盟合作以确保在来届大选中可以和国阵对抗。
2017年3月20日，土著团结党正式加入希望联盟。
2020年2月24日，土著团结党宣布退出希望联盟。2020年6月5日，土著团结党在革除4名创党人和最高理事会成员（马哈迪、慕克里、赛沙迪和阿米鲁丁韩沙）后，宣布正式退出希盟，加入土团党慕尤丁领导的国民联盟。
以下列表也包含州议会届满前的卸任与补选变动。
| 目录: 目前情况 \| 玻璃市 \| 吉打 \| 吉兰丹 \| 登嘉楼 \| 槟城 \| 霹雳 \| 彭亨 \| 雪兰莪 \| 森美兰 \| 马六甲 \| 柔佛 \| 沙巴 \| 砂拉越 |